# Fightstar
Fightstar var ett brittiskt post-hardcore-, alternativt rock-, alternativt metalrockband som bildades 2003 i London. Den ursprungliga och nuvarande sättningen består av Charlie Simpson (sång, gitarr och piano), Alex Westaway (gitarr och sång), Dan Haigh (bas) och kompletteras med Omar Abidi (trummor).
Inledningsvis konfronterades bandet med stor skepsis på grund av Simpsons tidigare popkarriär. Dock började de få positiva reaktioner på liveshower och deras debut-EP, They Liked You Better When You Were Dead mottogs väl bland kritikerna.
Debutalbumet Grand Unification ansågs vara "ett av de bästa brittiska rockalbumen det senaste decenniet" av Paul Brannigan i rocktidskriften Kerrang!. Den skotska tidskriften The Fly sade också att albumet "förblir ett av 2000-talets yttersta rockdebuter". Nomineringar till Kerrang!-Awards för "Best British Newcomer" och "Best British Band" följde snart.
Bandets andra album, One Day Son, This Will All Be Yours släpptes 2007 och nådde #27 på den brittiska albumlistan. Följande år släpptes samlingsalbumet Alternate Endings. I april 2009 släpptes det tredje albumet Be Human. De hade själva finansierat och producerad det. Det blev deras högst placerade album efter en topp på #20 i Storbritannien. Året därpå tog bandet en paus.
År 2014 återförenades bandet och fjärde albumet Behind the Devil's Back släpptes 2015. Bara några månader senare tog bandet en paus på nytt. I november 2023 meddelades en tillfällig återförening för en enskild headline-show på OVO Wembley Arena i samband med bandets 20-årsjubileum. 

## Medlemmar
- Charlie Simpson - sång, gitarr och piano 2003-2010, 2014-2015, 2024
- Alex Westaway - gitarr och sång 2003-2010, 2014-2015, 2024
- Dan Haigh - bas 2003-2010, 2014-2015, 2024
- Omar Abidi - trummor 2003-2010, 2014-2015, 2024

## Diskografi
- 2004-2005 They Liked You Better When You Were Dead EP
- 2005-2006 Grand Unification
- 2007-2008 One Day Son, This Will All Be Yours
- 2008 Alternate Endings
- 2009 Be Human
- 2015 Behind the Devil's Back

## Singlar
| År   | Titel                      | Listplaceringar  | Listplaceringar | Listplaceringar | Album                               |
| År   | Titel                      | UK Singles Chart | UK Rock Chart   | UK Indie Chart  | Album                               |
| ---- | -------------------------- | ---------------- | --------------- | --------------- | ----------------------------------- |
| 2005 | "Paint Your Target"        | 9                | -               | -               | Grand Unification                   |
| 2005 | "Grand Unification Part 1" | 20               | -               | -               | Grand Unification                   |
| 2006 | "Waste A Moment"           | 29               | -               | -               | Grand Unification                   |
| 2006 | "Hazy Eyes"                | 47               | -               | -               | Grand Unification                   |
| 2007 | "99" (Download Only)       | -                | -               | -               | One Day Son, This Will All Be Yours |
| 2007 | "We Apologise For Nothing" | 63               | -               | 1               | One Day Son, This Will All Be Yours |
| 2007 | "Deathcar"                 | 92               | 2               | 2               | One Day Son, This Will All Be Yours |
| 2008 | "Floods"                   | 114              | 3               | 2               | One Day Son, This Will All Be Yours |
| 2008 | "I Am The Message"         | -                | 1               | 4               | One Day Son, This Will All Be Yours |
| 2008 | "The English Way"          | 62               | -               | 2               | Be Human                            |
| 2009 | "Mercury Summer"           | 46               | 1               | 3               | Be Human                            |
| 2009 | "Never Change"             | 132              | 4               | 11              | Be Human                            |
| 2009 | "A City On Fire"           | -                | -               | -               | Be Human                            |

Deras kommande singel A City On Fire är en Re-Release från albumet Be Human och singeln kommer släppas den 5 december 2009

## Skivbolag

### England
- Sandwich Leg/Island Records 2005 - 2006
- Gut Records 2007 - 2008
- Search and Destroy via PIAS Recordings 2008

### USA
- Deep Elm Records 2006 - 2007
- Trustkill Records 2007 -
- Edsel Records 2009 -